# Samuel Rizal
Samuel Rizal eller Sammy, född 3 december 1980 i Jakarta är en indonesisk skådespelare.

## Filmografi
- 2003 – Eiffel I'm in Love
- 2003 – Tusuk Jelangkung